# Aspitates fuscata
Aspitates fuscata är en fjärilsart som beskrevs av Edward Alfred Cockayne 1953. Aspitates fuscata ingår i släktet Aspitates och familjen mätare. Inga underarter finns listade i Catalogue of Life.